# Copa de Zambia
La Copa de Zambia fue el segundo torneo de fútbol a nivel de clubes más importante de Zambia, la copa fue disputada por primera vez el año 1961 y era organizada por la Federación de Fútbol de Zambia.

## Formato
Se jugaba a eliminación directa y podían participar todos los equipos del país.

## Palmarés
| Temporada                        | Campeón                          | Resultado                        | Finalista                        |
| Castle Cup - (Rodesia del Norte) | Castle Cup - (Rodesia del Norte) | Castle Cup - (Rodesia del Norte) | Castle Cup - (Rodesia del Norte) |
| -------------------------------- | -------------------------------- | -------------------------------- | -------------------------------- |
| 1961                             | City of Lusaka                   |                                  |                                  |
| 1962                             | Roan United (Luanshya)           | 4 - 3                            | Nchanga Sports                   |
| 1963                             | Mufulira Blackpool               |                                  |                                  |
| 1964                             | City of Lusaka                   | 2 - 1                            | Mufulira Blackpool               |
| 1965                             | Mufulira Wanderers               | 5 - 2                            | City of Lusaka                   |
| 1966                             | Mufulira Wanderers               | 4 - 2                            | Broken Hill Wanderers            |
| 1967                             | Kabwe Warriors                   |                                  |                                  |
| 1968                             | Mufulira Wanderers               |                                  |                                  |
| 1969                             | Kabwe Warriors                   |                                  |                                  |
| 1970                             | Ndola United                     | 2 - 1                            | Kabwe Warriors                   |
| 1971                             | Mufulira Wanderers               | 6 - 1                            | Kitwe United                     |
| 1972                             | Kabwe Warriors                   |                                  |                                  |
| 1973                             | Mufulira Wanderers               | 3 - 1                            | Butondo Western Tigers           |
| 1974                             | Mufulira Wanderers               | 2 - 1                            | Nkana FC                         |
| Copa Independencia               |                                  |                                  |                                  |
| 1975                             | Mufulira Wanderers               | 2 - 1                            | Green Buffaloes                  |
| 1976                             | Mufulira Blackpool               | 4 - 3                            | Butondo Western Tigers           |
| 1977                             | Roan United                      | 4 - 3                            | Mufulira Wanderers               |
| 1978                             | Nchanga Rangers                  | 2 - 1                            | Mufulira Wanderers               |
| 1979                             | Power Dynamos                    | 0 - 0 (7-6 pen.)                 | Ndola United                     |
| 1980                             | Power Dynamos                    | 2 - 0                            | Green Buffaloes                  |
| 1981                             | Vitafoam United (Ndola)          | 2 - 1                            | Strike Rovers Ndola              |
| 1982                             | Power Dynamos                    | 5 - 0                            | Konkola Blades                   |
| 1983                             | Konkola Blades                   |                                  |                                  |
| 1984                             | Kabwe Warriors                   |                                  |                                  |
| 1985                             | Strike Rovers Ndola              |                                  |                                  |
| 1986                             | Nkana Red Devils                 |                                  |                                  |
| 1987                             | Kabwe Warriors                   |                                  |                                  |
| 1988                             | Mufulira Wanderers               |                                  |                                  |
| 1989                             | Nkana Red Devils                 |                                  |                                  |
| 1990                             | Power Dynamos                    |                                  |                                  |
| 1991                             | Nkana Red Devils                 |                                  |                                  |
| 1992                             | Nkana FC                         |                                  |                                  |
| Copa Mosi                        |                                  |                                  |                                  |
| 1993                             | Nkana FC                         |                                  |                                  |
| 1994                             | Roan United                      |                                  |                                  |
| 1995                             | Mufulira Wanderers               | 1 - 0                            | Rumlex FC                        |
| 1996                             | Roan United                      | 1 - 0                            | Nchanga Rovers                   |
| 1997                             | Power Dynamos                    | 1 - 0                            | City of Lusaka                   |
| 1998                             | Konkola Blades                   | 2 - 1                            | Zanaco FC                        |
| 1999                             | Zamsure                          |                                  | Power Dynamos                    |
| 2000                             | Nkana FC                         | 0 - 0 (7-6 pen.)                 | Green Buffaloes                  |
| 2001                             | Power Dynamos                    | 1 - 0                            | Kabwe Warriors                   |
| 2002                             | Zanaco FC                        | 2 - 2 (3-2 pen.)                 | Power Dynamos                    |
| 2003                             | Power Dynamos                    | 1 - 0                            | Kabwe Warriors                   |
| 2004                             | Lusaka Celtic FC                 | 2 - 1                            | Kabwe Warriors                   |
| 2005                             | Green Buffaloes                  | 2 - 1                            | Red Arrows FC                    |
| 2006                             | ZESCO United                     | 2 - 0                            | Red Arrows FC                    |
| 2007                             | Red Arrows FC                    | 2 - 2 (3-2 pen.)                 | ZESCO United                     |
| 2008-2018                        | Ediciones no disputadas          | Ediciones no disputadas          | Ediciones no disputadas          |

## Títulos por club
| Club                        | Ciudad        | Campeón | Años Campeón                                         |
| --------------------------- | ------------- | ------- | ---------------------------------------------------- |
| Mufulira Wanderers          | Mufulira      | 9       | 1965, 1966, 1968, 1971, 1973, 1974, 1975, 1988, 1995 |
| Power Dynamos               | Kitwe         | 7       | 1979, 1980, 1982, 1990, 1997, 2001, 2003             |
| Nkana FC (Nkana Red Devils) | Kitwe         | 6       | 1986, 1989, 1991, 1992, 1993, 2000                   |
| Kabwe Warriors              | Kabwe         | 5       | 1967, 1969, 1972, 1984, 1987                         |
| Roan United                 | Luanshya      | 4       | 1962, 1977, 1994, 1996                               |
| Konkola Blades              | Chililabombwe | 2       | 1983, 1998                                           |
| City of Lusaka FC           | Lusaka        | 2       | 1961, 1964                                           |
| Mufulira Blackpool          |               | 2       | 1963, 1976                                           |
| Ndola United                | Ndola         | 1       | 1970                                                 |
| Nchanga Rangers             | Chingola      | 1       | 1978                                                 |
| Vitafoam United             | Ndola         | 1       | 1981                                                 |
| Strike Rovers               | Ndola         | 1       | 1985                                                 |
| Zamsure FC                  | Lusaka        | 1       | 1999                                                 |
| Zanaco FC                   | Lusaka        | 1       | 2002                                                 |
| Lusaka Celtic               | Lusaka        | 1       | 2004                                                 |
| Green Buffaloes             | Lusaka        | 1       | 2005                                                 |
| ZESCO United                | Ndola         | 1       | 2006                                                 |
| Red Arrows FC               | Lusaka        | 1       | 2007                                                 |